# Križpolje
Križpolje – wieś w Chorwacji, w żupanii licko-seńskiej, w gminie Brinje. W 2011 roku liczyła 510 mieszkańców.